# سیاهک آشکار
سیاهک آشکار (انگلیسی: Loose smut) یا سیاهک آشکار گندم و جو از بیماری‌های گیاهی است که می‌تواند به‌ویژه بخش‌های بزرگی از گیاه جو را نابود کند.